# Obserwatorium Iso-Heikkilä

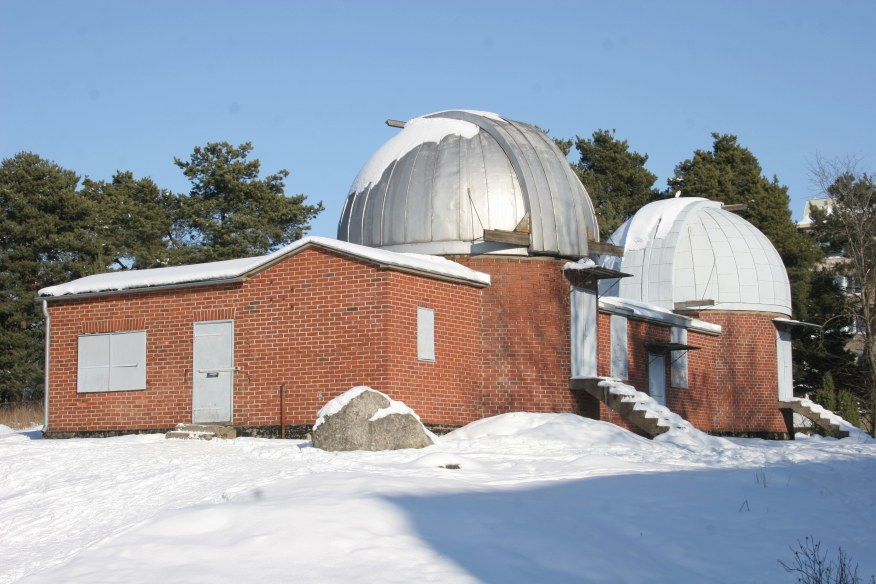
Obserwatorium Iso-Heikkilä (marzec 2006)

Obserwatorium Iso-Heikkilä (fiń. Iso-Heikkilän tähtitorni, kod 062) – fińskie obserwatorium astronomiczne w Iso-Heikkilä – dzielnicy miasta Turku. Obserwatorium zaprojektował profesor fizyki i astronomii Yrjö Väisälä, a jego budowę ukończono jesienią 1937 roku. Początkowo należało do Uniwersytetu w Turku. Posiadało największy wówczas w Finlandii 36-cm teleskop. Väisälä i jego współpracownicy odkryli w obserwatorium ponad 800 planetoid, co było wówczas rekordową liczbą. W latach 50. XX wieku zanieczyszczenie światłem miejskim stało się zbyt duże i Uniwersytet w Turku wybudował nowe obserwatorium Tuorla, natomiast obserwatorium Iso-Heikkilä przekazano społeczności astronomów amatorskich. Obecnie jest użytkowane przez stowarzyszenie astronomii amatorskiej Turun Ursa r.y.
Planetoida (1947) Iso-Heikkilä została nazwana na cześć miejsca, w którym w 1935 roku odkrył ją profesor Väisälä, a w którym niedługo potem powstało obserwatorium. Była pierwszą planetoidą odkrytą w tym miejscu.